# Justinas Lagunavičius
Justinas Lagunavičius (nació el 4 de septiembre de 1924 en Kaunas, Lituania y muerto en Kaunas el 15 de julio de 1997) fue un jugador soviético de baloncesto. Consiguió cuatro medallas en competiciones internacionales con la selección de la Unión Soviética.